# 巴加 (西班牙)
巴加（西班牙語：Bagá），是西班牙加泰罗尼亚巴塞罗那省的一个市镇。总面积43平方公里，总人口2299人（2013年），人口密度53人/平方公里。